# Nanna bispinosa
Nanna bispinosa är en tvåvingeart som först beskrevs av Malloch 1920.  Nanna bispinosa ingår i släktet Nanna och familjen kolvflugor.
Artens utbredningsområde är Alaska. Arten är reproducerande i Sverige. Inga underarter finns listade i Catalogue of Life.